# دنيس فرانكس
دنيس فرانكس (بالإنجليزية: Dennis Franks)‏ هو لاعب كرة قدم أمريكية أمريكي، ولد في 29 مايو 1953 في ماكيسبورت في الولايات المتحدة.